# Oops!... I Did It Again
Oops!... I Did It Again drugi je studijski album američke pop pjevačice Britney Spears. Objavljen je u izdanju Jive Recordsa 16. svibnja 2000. godine. U prvom tjednu nakon objavljivanja samo u SAD-u se album prodao u 1.319.193 primjeraka, od čega je 500.000 primjeraka prodano već prvi dan, čime je Spears postavila novi rekord prodaje za solo izvođača. Ujedno je to njen drugi album s dijamantnom nakladom u SAD-u nakon debitantskog ...Baby One More Time. S albuma su proizašla tri hita "Oops!... I Did It Again", "Lucky" i "Stronger".

## Singlovi
- "Oops!... I Did It Again" objavljen je kao najavni singl s albuma. Plasirao se na 9. mjesto američke top liste Billboard Hot 100.
- "Lucky" je objavljen kao drugi singl s albuma. Pjesma je bila popularna u državama njemačkog govornog područja te se plasirala na prvo mjesto u Austriji, Njemačkoj i Švicarskoj.
- "Stronger" je treći objavljeni singl s albuma. Pjesma je bila komercijalno uspješna u SAD-u i Ujedinjenom Kraljevstvu.
- "Don't Let Me Be the Last to Know" je najneuspješniji singl s albuma. Nije se uspio plasirati na američku ljestvicu singlova.

## Popis pjesama
1. "Oops!... I Did It Again" - 3:31
2. "Stronger" - 3:21
3. "Don't Go Knockin' on My Door" - 3:43
4. "(I Can't Get No) Satisfaction" - 4:27
5. "Don't Let Me Be the Last to Know" - 3:50
6. "What U See (Is What U Get)" - 3:36
7. "Lucky" - 3:26
8. "One Kiss from You" - 3:29
9. "Where Are You Now" - 4:39
10. "Can't Make You Love Me" - 3:18
11. "When Your Eyes Say It" - 4:06
12. "Girl in the Mirror" - 3:36
13. "You Got It All" - 4:09
14. "Heart" - 3:01
15. "Dear Diary" - 2:46
16. "Walk on By" - 3:33

## Vanjske poveznice
- Oops!... I Did It Again  Arhivirana inačica izvorne stranice od 14. veljače 2009. (Wayback Machine) na britney.com (engl.)